# أندرو جوديلوك
أندرو جوديلوك (بالإنجليزية: Andrew Goudelock) مواليد 7 ديسمبر 1988 في ستون ماونتن، جورجيا، هو لاعب كرة سلة أمريكي بدأ مسيرته الاحترافية في سنة 2011 حيث تم اختياره من قبل فريق لوس أنجلوس ليكرز خلال الدرافت يلعب مع فريق هيوستن روكتس في الرابطة الوطنية لكرة السلة ويحمل الرقم 0. يبلغ طوله 6 قدم 3 بوصة (1.9 م).

## فرق لعب لها
- لوس أنجلوس ليكرز
- فنربخشة لكرة السلة
- سنجان فلاينج تايجرز
- هيوستن روكتس

## إحصائيات المسيرة

### الرابطة الوطنية لكرة السلة

#### الموسم الاعتيادي
| السنة   | الفريق           | لعب | بدأ | دقيقة | ميداني% | ثلاثية | حرة  | ارتداد | صنع | استلاب | تصدي | نقطة |
| ------- | ---------------- | --- | --- | ----- | ------- | ------ | ---- | ------ | --- | ------ | ---- | ---- |
| 2011–12 | لوس أنجلوس ليكرز | 40  | 0   | 10.5  | .391    | .373   | .917 | .8     | .5  | .1     | .0   | 4.4  |
| 2012–13 | لوس أنجلوس ليكرز | 1   | 0   | 6.0   | .000    | .000   | .000 | 1.0    | .0  | .0     | .0   | .0   |
| 2015–16 | هيوستن روكتس     | 8   | 0   | 6.3   | .450    | .111   | .750 | 0.3    | .5  | .8     | .3   | 2.8  |
| المسيرة |                  | 49  | 0   | 9.7   | .393    | .345   | .875 | .7     | .5  | .2     | .0   | 4.0  |

#### التصفيات
| السنة   | الفريق           | لعب | بدأ | دقيقة | ميداني% | ثلاثية | حرة   | ارتداد | صنع | استلاب | تصدي | نقطة |
| ------- | ---------------- | --- | --- | ----- | ------- | ------ | ----- | ------ | --- | ------ | ---- | ---- |
| 2012    | لوس أنجلوس ليكرز | 4   | 0   | 2.5   | .667    | 1.000  | .000  | .3     | .0  | .0     | .0   | 1.3  |
| 2013    | لوس أنجلوس ليكرز | 3   | 2   | 26.7  | .444    | .200   | 1.000 | 1.7    | 1.0 | 1.7    | .0   | 12.0 |
| 2016    | هيوستن روكتس     | 2   | 0   | 5.5   | .500    | .000   | .000  | 1.0    | .0  | .0     | .0   | 3.0  |
| المسيرة |                  | 9   | 2   | 11.2  | .467    | .250   | 1.000 | .9     | .3  | .6     | .0   | 5.2  |

## روابط خارجية
- أندرو جوديلوك على موقع الدوري الأوروبي لكرة السلة (الإنجليزية)
- أندرو جوديلوك على موقع إن بي أي (الإنجليزية)
- أندرو جوديلوك على موقع سبورتس رفرنس (الإنجليزية)
- أندرو جوديلوك على موقع الدوري الإسباني لكرة السلة (الإسبانية)
- أندرو جوديلوك على موقع كرة السلة الأوروبية.كوم (الإنجليزية)
- أندرو جوديلوك على موقع إي إس بي إن.كوم (الإنجليزية)
- أندرو جوديلوك على موقع كلية كرة السلة في سبورتس رفرنس.كوم (الإنجليزية)
- أندرو جوديلوك على موقع ريلجم (الإنجليزية)
- أندرو جوديلوك على موقع بروبوليرز (الإنجليزية)
- أندرو جوديلوك على موقع سبورتس رفرنس (الإنجليزية)